# 拓洋 (測量船・初代)
拓洋（JCG Takuyō、HL-02）は、海上保安庁の測量船。公称船型は900トン型。

## 設計
本船は、海上保安庁初の新造大型測量船である。遠洋海域での海洋測量・海象観測など、水路業務全般に用いられた。
船質は鋼、船型は船首楼付き長船尾楼型とされた。主機関は出力650馬力のディーゼルエンジン2基によって2軸を駆動する方式である。発電機としては、直流発電機（出力8キロワット）2基を搭載した。巡視船艇では交流発電機が一般的になっていたが、測量船では直流電動機により駆動される巻上機を装備することから、管制が容易な直流発電機が採用された経緯がある。また必要があれば3基目の発電機を搭載する余地も確保されていた。
船楼直後のウエルデッキが観測作業甲板とされており、昭和33年度には、深度8,000メートルに対応できる底質採取用の巻上装置が装備された。この他にも採水・測深用大型電動巻揚機や極深海用音響測深機など、この当時に日本で装備可能なあらゆる測量・観測用計器を備えていた。また1962年には、精密深海用音響測深機（PDR）が本船に装備されて、千島列島沖で最深部9,500メートルの測深に用いられた。これは、2,000メートル・レンジの第1記録器のほかに200メートル・レンジの第2記録器が装備されており、2メートルの精度で測深をおこなうことができた。このほか、1967年からは浅海用音響測深機（NS39）、また1968年には中・深海用音響測深機（NS16）も装備化されている。

## 主な出来事
- 1958年（昭和33年） - 核実験の影響により乗組員が被爆。翌年8月3日、首席機関士が急性骨髄性白血病で死亡[5]。
- 1963年 (昭和38年) - 襟裳海山、拓洋第1海山を測量 [6]
- 1965年 (昭和40年) - 拓洋第2海山を測量 [6]
- 1966年 (昭和41年) - 拓洋第3海山を測量 [6]

## 番組
- NHK封じられた第四の被爆

https://www3.nhk.or.jp/news/html/20240914/k10014582031000.html